# Kelemen Zénó
Kelemen Zénó (Budapest, 1972. március 4. –) Munkácsy Mihály-díjas szobrászművész.

## Életrajz
1986-tól 1991-ig a II. Rákóczi Ferenc Gimnáziumban tanult, 1995 és 2001 között Képzőművészeti Egyetem hallgatója volt szobrász szakon. 2001-től önálló alkotóművészként dolgozik. Művei a T-Com székházban, a ELTE Trefort kertben, az Eisenstadt Eszterházy kastélyban és a CIB Pannónia Székházban láthatók.

## Díjak
- 1999 Deutsche Telekom Díj
- 2006–2009 Derkovits Gyula-ösztöndíj
- 2007 Római Magyar Akadémia ösztöndíja
- 2007 PPP.art-universitas Pályázat / ELTE Trefort kert, első díj
- 2008 Futureal Ingatlanfejlesztő Zrt. homlokzati pályázat, első díj
- 2016 Munkácsy Mihály-díj[1]

## Egyéni kiállítások
- 1999 • Pannon Pipe Galéria, Budapest
- 2006 • K.a.s. Galéria, Budapest
- 2007 • Fészek Galéria, Budapest
- 2007 • Mom Park, Budapest
- 2008 • Óbudai Társaskör Galéria, Budapest
- 2010 • Városi Múzeum, Győr

## Válogatott csoportos kiállítások
- 1997 • WAM Design Galéria, Budapest
- 1998 • Art expo, Budapest • Eve Gallery, New York
- 2001 • Műcsarnok, Budapest
- 2003 • Oisterwijk Etienne & Van Loon Gallery, Hollandia
- 2007 • Magyar Intézet, Helsinki • Magyar Intézet, Brüsszel • Művészet Malom, Szentendre • Ernst Múzeum, Derkovits-beszámoló, Budapest
- 2008 • Magyar Intézet, Bécs • Napóleon Ház, Győr • Római Magyar Akadémia, Róma • Kogart Ház, Budapest • Ernst Múzeum, Derkovits-beszámoló, Budapest • Molnár Ani Galéria, Budapest

## Munkák gyűjteményekben
- Deutsche Telekom
- OTP Rt.
- Walker & Williams
- Terracotta Kft.
- Abb kft.
- Freshfields-Bruckhause-Deringer ügyvédi iroda
- Pannonpipe Kft.
- Kogart Művészeti Gyűjtemény